# Émile-Louis Minet
Pour les articles homonymes, voir Minet.
Émile-Louis Minet, né le 14 mars 1841 à Rouen, et mort le 28 avril 1923 à Vernon, est un peintre français.

## Biographie
Émile-Louis Minet effectue ses études dans un petit pensionnat de la rue Saint-Nicolas puis au cours supérieur des Frères des écoles chrétiennes, rue Saint-Lô. Dessinateur industriel et compositeur pour indiennes, il travaille quelque temps avec son père à Elbeuf. Il entre ensuite à l'École des beaux-arts de Rouen sous la direction de Gustave Morin. Il est l'élève de César De Cock avec qui il travaille à Gasny.
Il débute à l'exposition municipale de Rouen en 1874. Il séjourne chez le peintre Edmond-Adolphe Rudaux à Saint-Pierre-lès-Elbeuf. Il expose La Chasse de monsieur au Salon de Paris de 1876 et Les Apprêts d'un reposoir au Salon de 1880. Il reçoit une mention honorable au Salon des artistes français de 1882.
Il s'installe à Freneuse en 1884.
L'Appel au passeur obtient la médaille d'or au 30e salon de Rouen en 1886.
Il expose Le Retour des moissonneurs au Salon de 1888.
Il prend régulièrement la Seine pour thème, et notamment les activités laborieuses portées par le fleuve : Les Foins à Saint-Aubin (1882), La Rentrée des champs, L'Appel au passeur (1886), La Pêche à la violette (1887), La Levée des nasses (1888), Le Passage de la mariée à Freneuse (1889), Le Passage de Martot (1893), Les Lavandières et le Peintre à Pont de l'Arche (non daté), Femme au gouvernail (étude)…
En 1891, il expose Départ pour la fenaison et Rivière sous bois à la XXXIIe Exposition municipale des Beaux-Arts, au musée des Beaux-Arts de Rouen.
Il succède à Gaston Le Breton le 15 juillet 1905 dans la fonction de conservateur du musée des beaux-arts de Rouen jusqu'en 1922, année où Fernand Guey le remplace.
En 1917, il est élu membre de l'Académie des sciences, belles-lettres et arts de Rouen.
Il se retire à Vernon où il meurt d'une crise d'urémie le 28 avril 1923. Il est inhumé au cimetière monumental de Rouen.

## Distinctions
- Officier d'académie (1910)

## Publications
- Émile Minet, Musée de Rouen : Catalogue des ouvrages de peinture, dessin, sculpture et d'architecture, Rouen, J. Girieud, 1911, 230 p. (lire en ligne)

## Œuvres dans les collections publiques
- Bernay, musée des beaux-arts : Intérieur de cour à Vernon.
- Blois, château de Blois : Les Foins à Saint-Aubin, 1882.
- Elbeuf, musée d'Elbeuf :
  - La Pêche à la violette, 1887[7] ;
  - Portrait présumé du manufacturier Bisson, 1905.
- Louviers, musée de Louviers : 
  - La Mare d'Alizay[8] ;
  - La Levée des nasses[9] ;
  - La Traversée ;
  - La Rentrée des champs, ou Le Retour des moissonneurs, à Freneuse (Seine-Inférieure)[10]
- Rouen, musée des beaux-arts : 
  - Intérieur de filature : le tissage ;
  - Chaumière dans un parc ;
  - Appel au déjeuner ;
  - La Moisson ;
  - Fleurs (pommiers) ;
  - L'Appel au passeur, 1886 ;
  - Le Faucheur ;
  - Tissage et tisserands ;
  - Bourriche de fleurs.

Le catalogue raisonné de l'œuvre d'Émile Minet est actuellement en préparation par Marc-Henri Tellier en accord avec les ayants droit de l'artiste (cf. La Gazette Drouot no 40 du 16 novembre 2018, p. 290, ainsi que l'article publié sur le site www.actu.fr du 19 décembre 2018) .

## Galerie

Œuvres de Louis-Émile Minet
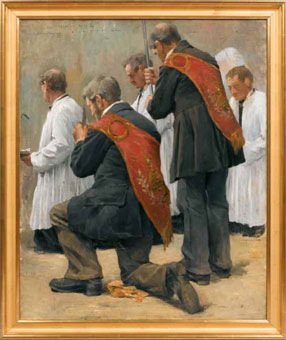
Les Charitons (avant 1880), musée de Normandie.
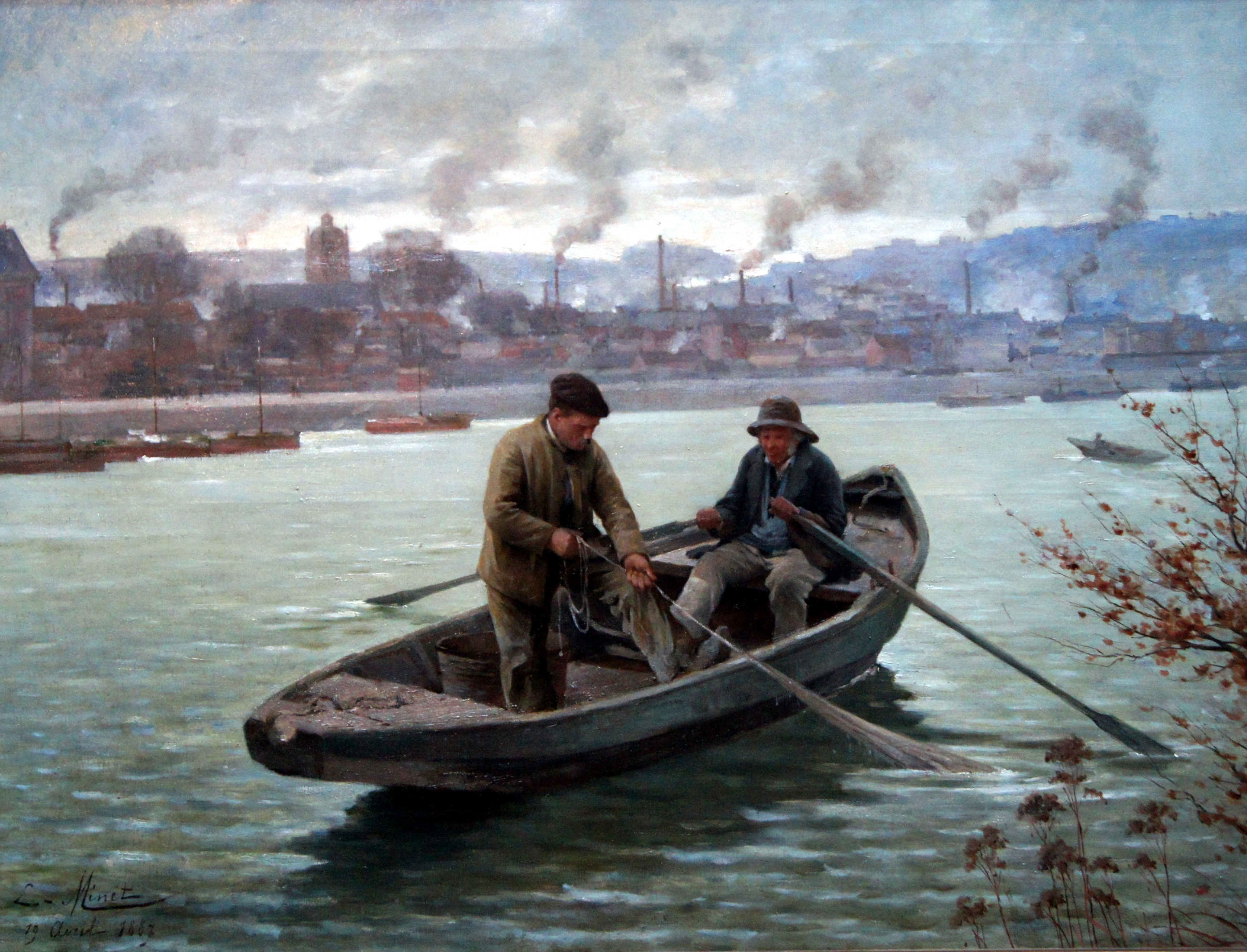
La Pêche à la violette (1887), HST 116 × 89 cm, musée d'Elbeuf.
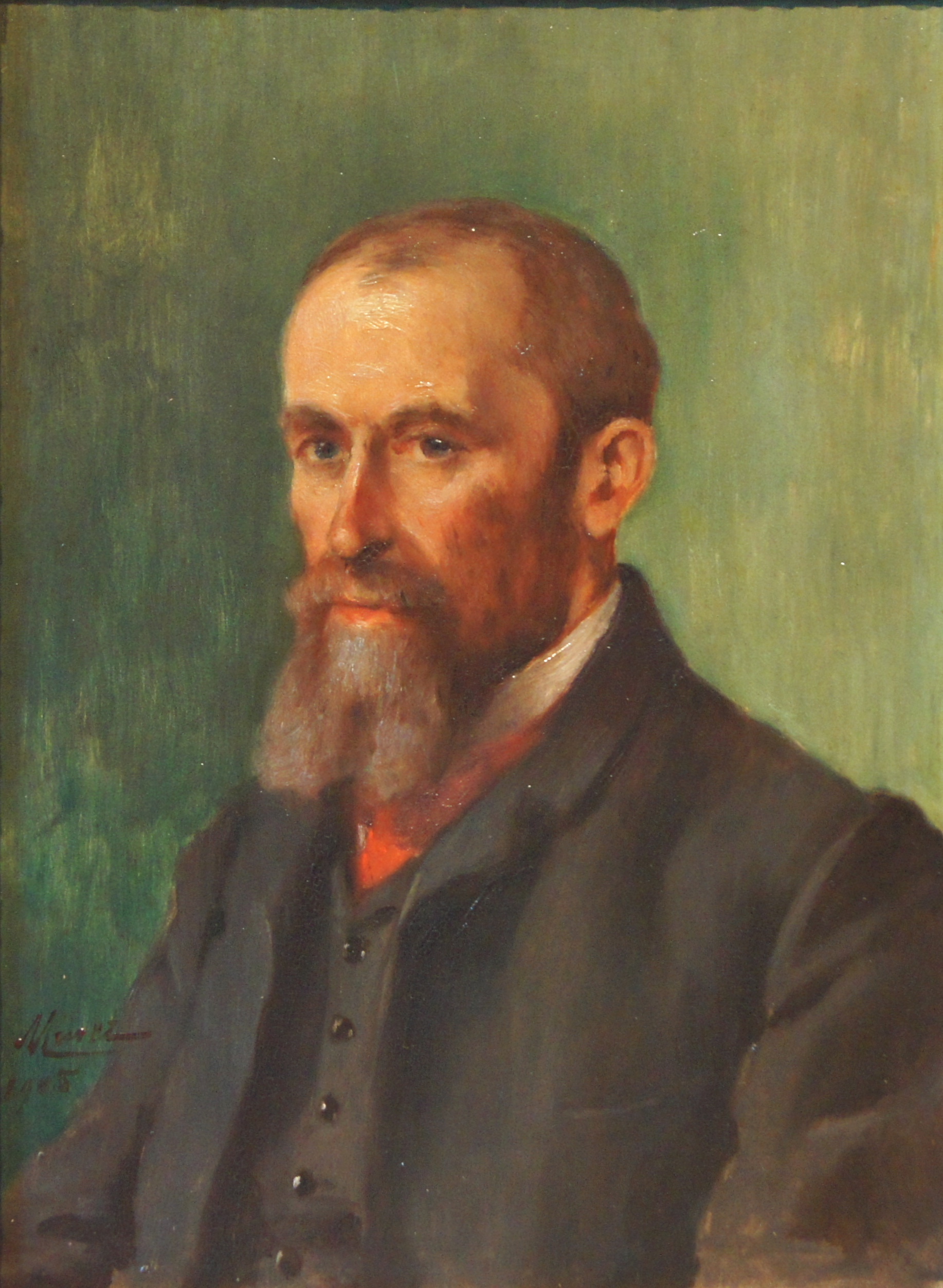
Portrait présumé du manufacturier Bisson (1905), musée d'Elbeuf.
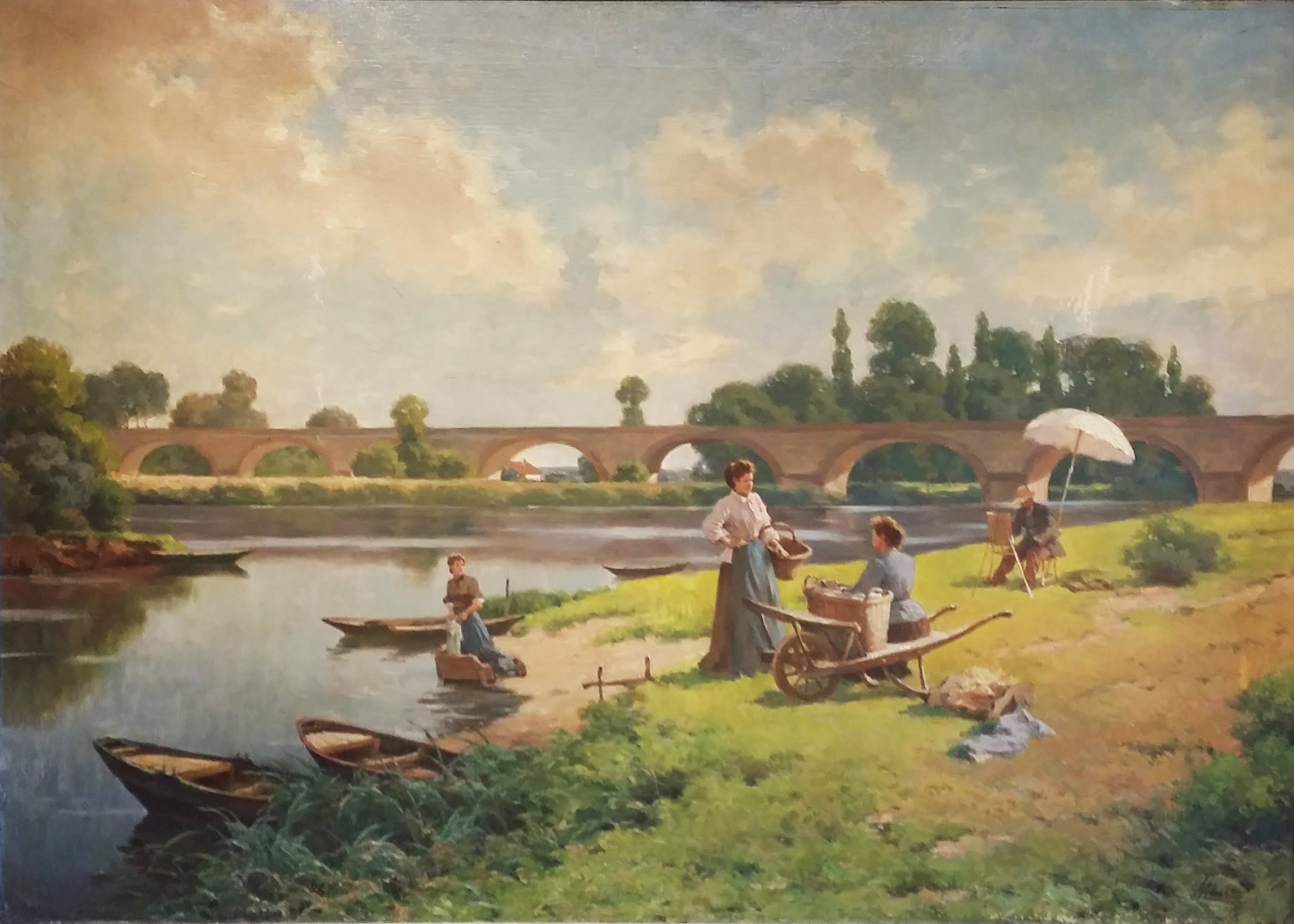
Les Lavandières à Pont de L'Arche. HST 130 × 89 cm, coll. privée.
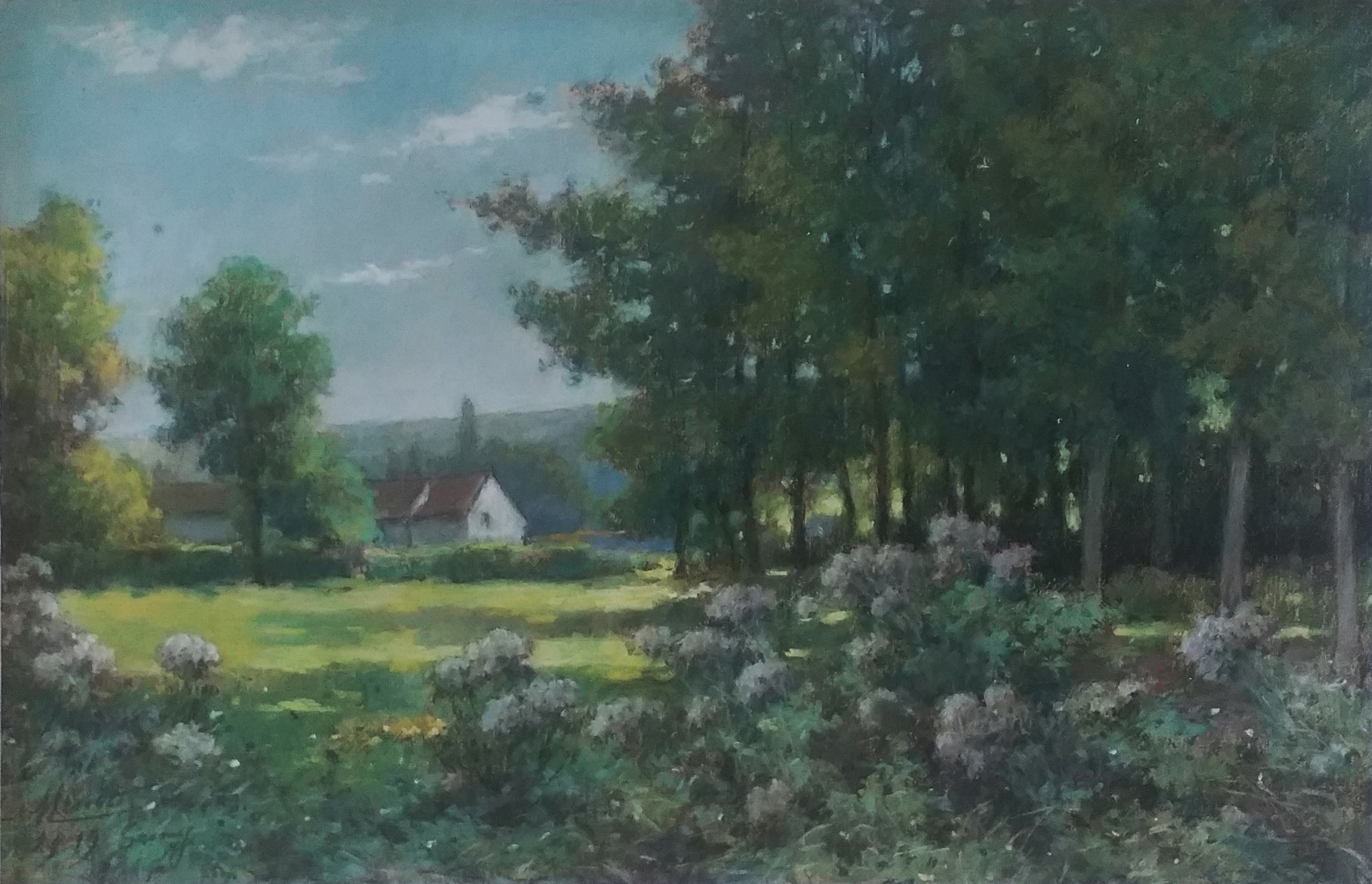
La Campagne à Gasny. Pastel 50 × 32 cm, coll. privée.
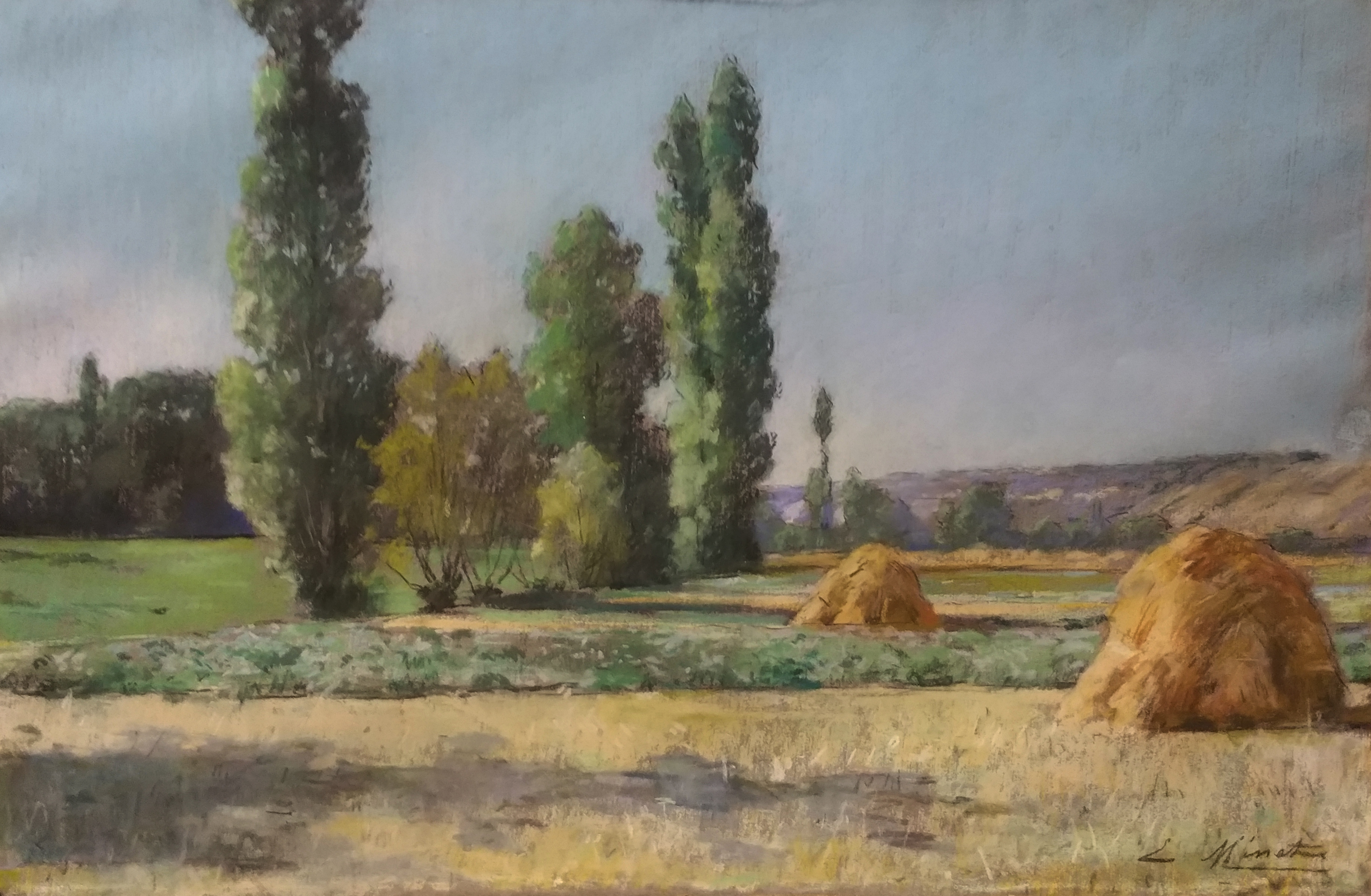
Moisson à Gasny. Pastel 50 × 32 cm, coll. privée
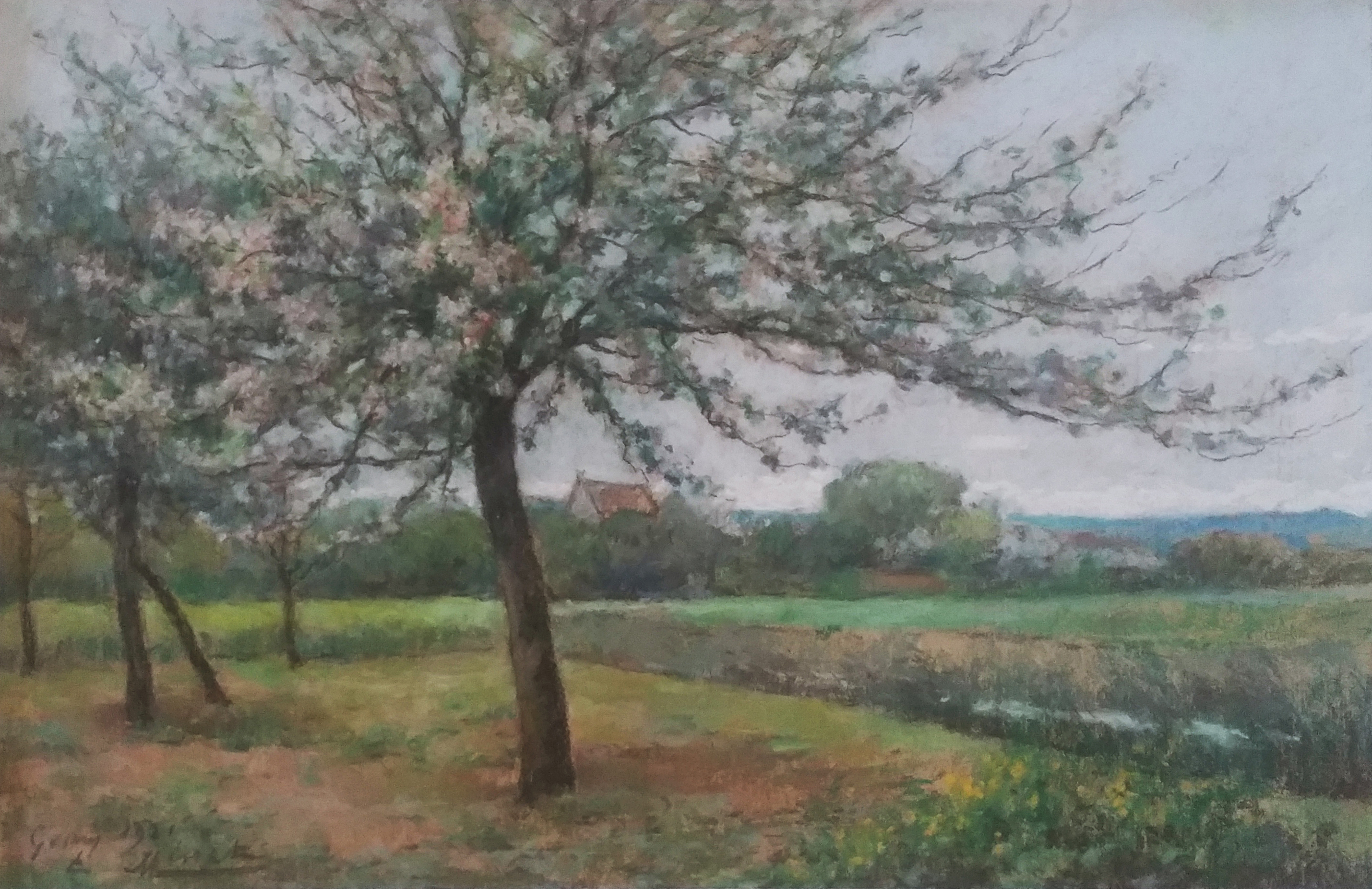
Pommiers en fleurs à Gasny. Pastel 50 × 32 cm, coll. privée.